# Portrait de Léon Bakst
Portrait de Léon Bakst est une peinture à l'huile sur toile de 55 × 33 cm réalisée en 1917 par le peintre italien Amedeo Modigliani. 
Elle est conservée à la National Gallery of Art de Washington, après avoir fait partie de la collection de Chester Dale.
Il s'agit du portrait de l'artiste russe Léon Bakst habillé à la japonaise. 